# Пітер Ейген
Петер Ейген (нім. Peter Eigen; 11 червня 1938, Аугсбург, Німеччина) — юрист, економіст із розвитку та лідер громадянського суспільства.
Протягом 12 років Ейген заснував і очолював Transparency International (TI), неурядову організацію з національними відділеннями в понад 100 країнах. Заснована в 1993 році, TI сприяє прозорості та підзвітності в уряді, бізнесі та міжнародному розвитку.

## Молодість і освіта
Третій із чотирьох дітей, Пітер Айген народився 11 червня 1938 року в Аугсбурзі, Німеччина, у родині Грете Айген (уроджена Мюхлер) та Фріца Айгена, інженера за освітою та менеджера промисловості. Своє раннє дитинство під час війни Ейген провів у Берліні та Чехословаччині, де його батько був призначений нацистським режимом керувати великою фабрикою. Сім'я повернулася до Німеччини після війни і оселилася в 1945 році з бабусею і дідусем у Меттманні, а з 1952 року в Ерлангені, Баварія. Він вивчав право в Ерлангені та Франкфурті-на-Майні, а в 1964 році отримав ступінь доктора права (доктор права) у Франкфуртському університеті Гете після навчання в Канзаському університеті, США, як стипендіат Програма імені Фулбрайта в 1962—1963 роках. Його час на американському континенті був можливістю для чотиримісячної подорожі Латинською Америкою, яка змінила його життя, де він розвинув усвідомлення соціальної несправедливості та прав людини.
Після другого іспиту з права (екзамен атестатора) у 1966 році Ейген разом із родиною переїхав до Вашингтона, округ Колумбія, де викладав міжнародне комерційне право на юридичній школі Джорджтаунського університету та досліджував американське та міжнародне антимонопольне законодавство для професорської дисертації у проф. Інститут права міжнародної та зовнішньої торгівлі Генріха Кронштейна, Джорджтаунський і Франкфуртський університети.
У 1967 році Ейгену запропонували посаду в юридичному департаменті Світового банку. Він перервав свої наукові дослідження та зайнявся сферою економічного розвитку, займаючись юридичними аспектами програм розвитку в Африці, Азії та Латинській Америці. У 1971 році він взяв дворічну відпустку, щоб за підтримки Фонду Форда надати юридичну та технічну допомогу уряду Ботсвани, зосереджуючись на розвитку природних ресурсів. Його дружина Ютта Ейген працювала лікарем у Національній лікарні Габороне, Ботсвана.
Після повернення у 1974 році до Світового банку Ейген став керівником програм в Африці та Латинській Америці, з 1983 року — керівником відділу програм для Аргентини, Чилі, Перу, Еквадору, Парагваю та Уругваю, а з 1988 по 1991 рік перейшов на посаду директора регіонального відділу. Місія Світового банку для Східної Африки в Найробі, Кенія.
За роки роботи у Світовому банку Ейген зрозумів, наскільки його робота була затьмарена руйнівними наслідками корупції, яку він фактично вважав головною перешкодою для економічного, соціального та демократичного розвитку. Крім того, спонуканий постійними обговореннями за сніданком зі своєю дружиною Юттою, яка надавала медичну допомогу найбіднішим верствам населення Кенії, Ейген почав розглядати боротьбу з корупцією як важливу мету своєї роботи у Світовому банку.
Він почав мобілізувати своїх однодумців, а також інших експертів, лідерів розвитку, дипломатів і бізнес-босів, включаючи економіста розвитку Лоуренса Кокрофта, керівника GTZ Гансйорга Ельсгорста, кенійського бізнесмена Джо Гітонго, міністра фінансів Бангладеш Камала Хоссейна, директора зі зв'язків Світового банку Френка Вогла і інші. Однак невдовзі його штаб наказав Ейгену не продовжувати ці зусилля навіть у свій особистий вільний час. Політика Банку справді полягала в тому, щоб розглядати корупцію як частину внутрішніх політичних і культурних справ відповідних країн, і згідно зі своїм Статутом Банк не мав втручатися.
Розчарований, Ейген залишив Світовий банк, щоб очолити власні зусилля по боротьбі з корупцією з Берліна.

### Заснування та розбудова Transparency International (TI)
Після відходу зі Світового банку Ейген активно продовжував ідею створення організації громадянського суспільства для боротьби з корупцією, головним чином через те, що західні компанії систематично заганяли її в найбідніші країни світу, що розвивається. Оскільки уряди більшості розвинених країн потурали активному підкупу своїх громадян за межами своїх кордонів, його зусилля були сприйняті широкою групою як наївні та навіть ворожі, зокрема в Німеччині.
Однак його зусилля підтримали деякі освічені організації, такі як Німецька корпорація міжнародного співробітництва GTZ, Європейське економічне співтовариство та Глобальна коаліція для Африки, які запросили його представити справу боротьби з корупцією на численних конференціях в Африці, Азії та Латинській Америці. Фонд Форда знову профінансував його для надання юридичної допомоги уряду Намібії в 1991 році. Поступово склався консенсус щодо того, що світ без корупції буде в інтересах більшості.
Тим часом Ейген і його дружина Ютта переїхали до Берліна, столиці щойно об'єднаної Німеччини. За межами своєї кухні Ейген продовжував збирати друзів та інших прихильників, щоб заснувати організацію для боротьби з корупцією, яка спочатку мала назву «Монітор ділової практики (BPM)». Це відображало часті заяви західних промоутерів бізнесу про те, що корумпована еліта в країнах, що розвиваються, змушувала їх давати хабарі; ідея полягала в тому, щоб протистояти цьому вимаганню шляхом колективної відмови від хабара. Лише після численних семінарів і конференцій у спільноті розробників і громадянському суспільстві з'явилася концепція, яка визнавала ключову відповідальність бізнесу за підкуп осіб, які приймають рішення, у часто нестабільних країнах.
Це призвело з часом до концепції Transparency International (TI). У лютому 1993 року Ейген зібрав близько 20 натхненних однодумців та експертів з усього світу в Гаазі, Нідерланди, де вони підписали Засновницьку хартію Transparency International в офісі нідерландського міністра розвитку Яна Пронка перед німецьким нотаріусом, щоб вона стала благодійне товариство з центром у Берліні. У травні того ж року Айгену вдалося отримати фінансування від GTZ та Німецького фонду розвитку (Deutsche Stiftung für Internationale Entwicklung (DSE)) для публічного запуску TI у віллі Борсіг, офіційному гостьовому будинку уряду в Берлін-Тегель, мобілізувавши для цієї нагоди численних лідерів з Африки, Азії та Латинської Америки, а також істеблішмент німецької спільноти розвитку. Місія Transparency International швидко розширилася до боротьби з корупцією в усіх її формах шляхом залучення громадянського суспільства, бізнесу та уряду, стратегії, розробленої Ейгеном і яку він називає «магічним трикутником».
Спираючись на широку глобальну мережу Ейгена, організація незабаром створила міцну основу та легітимність на національному рівні, охоплюючи мережу національних відділень на всіх континентах, станом на січень 2021 року в понад 100 країнах світу. Пізніше Ейген зазначив, що зміна політики Світового банку в 1996 році за президента Джима Вулфенсона, яка вимагала від країн-позичальників боротися з «раковою пухлиною» корупції, стала кардинальною зміною в спільноті розвитку та значно полегшила утвердження сильного громадянського суспільства. голос з питань управління в багатьох країнах.
Очолюючи раду директорів до 2005 року, Ейген використовував свою мережу, досвід і зростаючу світову популярність як борця за Transparency International, щоб сприяти вражаючим досягненням у глобальній боротьбі з корупцією. Наприклад, в інституційному плані Айгену вдалося заручитися підтримкою своєї молодої неурядової організації з боку найвидатніших світових лідерів, коли колишній президент США Джиммі Картер і президент Німеччини Річард фон Вайцзеккер стали членами Консультативної ради TI, зокрема таких як Міністр Бангладеш Камаль Хоссейн. Крім того, дуже практично, Ейген зміг скликати стратегічні зустрічі високої влади для зміни глобальної політики, як, наприклад, у 1996—1997 роках в Інституті Аспена в Берліні за участю провідних лідерів німецького бізнесу (під головуванням колишнього президента Німеччини Річарда фон Вайцзекера), щоб перемогти їхня підтримка участі уряду Коля в Конвенції ОЕСР щодо боротьби з хабарництвом. Як любить пояснювати Ейген, це призвело до того, що багаті країни криміналізували корупцію за кордоном, яку вони раніше фактично спонсорували, дозволяючи вираховувати підкуп іноземних держав як ще одну витрату бізнесу. Це стало вирішальним порогом для багатьох інших урядів і організацій, щоб приєднатися до боротьби з корупцією. Айген рішуче виступав у TI за філософію конструктивної взаємодії з політиками та приватним сектором, водночас вимагаючи від них припинити участь у корупції. Цей примирливий підхід незабаром приніс йому постійне запрошення на Всесвітній економічний форум у Давосі, де він представляв TI і був першим лідером громадянського суспільства, який брав участь як такий. Айген, у свою чергу, виступив за те, щоб WEF ширше відкрив свої двері для неурядових організацій, сплачуючи участь Amnesty International, Greenpeace або Save the Children. Його неодноразові виступи там також переконали WEF розробити антикорупційні керівні принципи для своїх бізнес-членів: Ініціативу WEF Partnering Against Corruption Initiative (PACI).
Іншим прикладом його здатності залучати нових поборників для справи TI є те, що Ейген заручився підтримкою глобального керуючого партнера PricewaterhouseCoopers Джерміна Брукса, який пішов на пенсію, який потім присвятив TI значну частину свого часу на безоплатній основі та, серед інших, очолював прийняття Вольфсберзької анти — Принципи відмивання грошей, очолювали роботу TI у приватному секторі та розробили бізнес-принципи TI щодо протидії хабарництву, на основі яких пізніше було створено PACI.
Визнаючи бачення та наполегливість Пітера Айгена, Генеральний секретар ООН Кофі Аннан іронічно назвав 10-й (антикорупційний) принцип Глобального договору ООН «принципом Пітера». Якби не переконлива робота Ейгена на найвищому рівні, у Договорі було б лише 9 принципів.
Розробивши концепцію TI, керуючи її формуванням до її реєстрації, а потім очолив її правління протягом перших дванадцяти років, Ейген вирішив у 2005 році піти з цієї посади. Його призначили головою дорадчої ради організації.

### Лідерство з іншими ініціативами
Наприкінці 1990-х років Ейген знав, що Світовий банк має політичну волю та кошти для підтримки боротьби з корупцією, але він також розумів, що Світовий банк погано оснащений для фінансування громадянського суспільства в усьому світі. Тому разом з іншими експертами Ейген заснував у 2000 році Фонд партнерства за прозорість, благодійну компанію відповідно до законодавства США, яка може отримувати фінансування від Світового банку та спрямована на сприяння належному врядуванню в усьому світі шляхом забезпечення коштів і технічної допомоги для організацій громадянського суспільства, які конструктивно взаємодіють з урядами.
Усвідомлюючи необхідність посилення ролі організацій громадянського суспільства шляхом надання повноважень і навчання їхніх лідерів, обміну ідеями щодо їхніх викликів і передового досвіду, Пітер Айген ініціював заснування Берлінського центру громадянського суспільства (тепер Міжнародний центр громадянського суспільства), перемігши Буркхарда Гнеріга, колишній генеральний директор Міжнародного альянсу порятунку дітей (Лондон), щоб допомогти йому створити центр і очолити центр як керуючий директор до 2018 року, працюючи на безоплатній основі в перші роки.
З 2007 по 2017 рік Ейген був членом групи з прогресу в Африці під керівництвом колишнього Генерального секретаря ООН Кофі Аннана (APP), групи з десяти видатних осіб, які на найвищому рівні виступали за справедливий і сталий розвиток в Африці. Як член комісії він сприяв створенню коаліції для використання та посередництва знань і скликав осіб, які приймають рішення, щоб вплинути на політику для тривалих змін в Африці. У 2018 році він приєднався до колишнього президента Нігерії Олусегуна Обасанджо як співголова організації-спадкоємця Africa Progress Group.
Спираючись на свій принцип «магічного трикутника» для взаємовигідного партнерства між громадянським суспільством, приватним сектором та урядом, Ейген очолив у 2005 році Міжнародну консультативну групу, яка заснувала Ініціативу прозорості видобувних галузей (EITI), і очолював її правління з 2006 до 2011 рік. Ця Ініціатива з багатьма зацікавленими сторонами встановила глобальні стандарти ефективного управління нафтою, газом і мінеральними ресурсами, згідно з якими всі три сектори офіційно представлені з рівним правом голосу як члени ініціативи.
У тому ж ключі Ейген заснував у Мавританії Ініціативу прозорості рибальства (FiTI), глобальну ініціативу багатьох зацікавлених сторін, яка прагне підвищити прозорість та участь на користь більш сталого управління морським рибальством. Він працював головою FiTI до жовтня 2019 року, коли секретаріат переїхав з Берліна на Сейшельські острови.
З 2014 року Айген є співзасновником і акціонером Humboldt-Viadrana Governance Platform, благодійної компанії, яка сприяє демократичним процесам і продуманим стратегіям управління в Німеччині, Європі та в усьому світі.

### Викладацька та інша робота
У 1979/80 роках Айген викладав як запрошений професор в Університеті Йоганна Вольфганга Ґете, Франкфурт/Міжнародний університет, протягом зимових семестрів 1999 і 2000 років у Гарвардському університеті, а в 2001 році в Школі передових міжнародних досліджень Джона Гопкінса (SAIS). У 2002 році він отримав звання почесного професора політології у Вільному університеті Берліна і з того часу викладає там.
У вересні 2001 року Ейген приєднався до Фонду Карнегі за міжнародний мир як запрошений дослідник. У 2004 році він приєднався до консультативної ради Колумбійського центру сталого інвестування (CCSI), Нью-Йорк, і Ради Центру міжнародного екологічного права (CIEL), Вашингтон.

## Особисте життя
У 1963 році Пітер Ейген одружився з доктором Юттою Філіппі, лікарем і музикантом, з якою у них було троє дітей: Йоганна, Крістіан і Тобіас, які живуть зі своїми сім'ями в США. Пані Ютта Ейген померла в 2002 році
У 2004 році Ейген одружився з Гезіне Шван, кандидатом від соціал-демократів на федеральних президентських виборах у Німеччині в 2004 і 2009 роках.
Ейген — досвідчений вершник, який виграв низку змагань з виїздки та конкуру. Він заснував студентський клуб верхової їзди в Ерлангені, а під час навчання очолював німецький студентський союз верхової їзди (Deutsche Akademische Reiterverband — DAR). Він також пристрасно грає на кларнеті та саксофоні, і зі своїм гуртом відкрив джазовий та літературний клуб в Ерлангені, який досі існує під назвою «Strohalm».

## Публікації
Найвідоміші публікації включають
- Corruption im internationalen Geschäftsverkehr: Bestandsaufnahme, Bekämpfung, Prevention / Luchterhand / Neuwied, Kriftel / Vol. : ? / 1999 рік. П: I—XXVI; 1–735. / За ред. : М. Піт, П. Ейген / Мова: німецька. Колекція: ТІ АНТИ. НАЗАД (a+b)
- Das Netz der Corruption 2003, Campus Verlag Frankfurt/New York (Ubersetzungen: The Net of Corrution; англійська, іспанська та ін.)

- P. Eigen / «Моральна відносність» корупції / In: Leadership for Africa: In Honour of Olusegun Obasanjo on the Occasion of his 60th Birthday / African Leadership Foundation / New York / Vol. : на / 1995. П: 205—214. / Мова: англійська. Примітки: Включаючи внески Пітера Ейгена з Transparency International («Моральна відносність» корупції) та Джеремі Поупа з Transparency International (Зображення нігерійця під час апартеїду в Південній Африці). Колекція: TI POL. GOV
- P. Eigen / Bündnispartner im Kampf gegen internationale Corruption / In: Corruption in Deutschland: Ursachen, Erscheinungsformen, Bekämpfungsstrategien / Friedrich-Ebert Stiftung / Berlin / 1995. С: 63–69. / Мова: німецька. Колекція: TI COR. CST. GER; FG*
- П. Ейген, Крістіан Ейген-Зуккі / Корупція та глобальні суспільні блага / У: Забезпечення глобальних суспільних благ: управління глобалізацією / Інге Каул, Педро Консейсао, Кателл Ле Гулвен, (Ред.) / ПРООН; Oxford University Press / 2002 P: ? (1-30). /
- П. Ейген / Організоване громадянське суспільство сприяє кращому глобальному управлінню / У Festschrift на честь нани доктора SKB Asante, 2015